# Giải Cánh diều cho phim truyện truyền hình
Giải Cánh diều cho phim truyện truyền hình là một trong những hạng mục quan trọng trong hệ thống Giải Cánh diều, giải thưởng điện ảnh hàng năm của Hội Điện ảnh Việt Nam.
Giải Cánh Diều cho phim truyền hình trao cho các bộ phim do các đài truyền hình sản và được phát hành lần đầu qua sóng truyền hình, phân biệt với Giải Cánh Diều cho phim truyện điện ảnh trao cho các bộ phim lẻ chiếu rạp.

## Lịch sử
- Từ năm 2003 đến 2008 trao hai giải riêng cho Phim truyện video[1] (đôi lúc được gọi là phim truyền hình ngắn tập) trao cho các bộ phim ngắn tập phát hành qua truyền hình hoặc các hình thức khác không thông qua rạp chiếu và Phim truyện truyền hình dài tập.
- Năm 2010 gộp chung, trao giải Phim truyện video - phim truyền hình.
- Năm 2011 đến nay, đổi tên thành hạng mục duy nhất Phim truyện truyền hình.

| Năm  | Phim truyện truyền hình | Phim truyện truyền hình |    |
| Năm  | Dài tập                 | Video                   |    |
| ---- | ----------------------- | ----------------------- | -- |
| 2003 | Có                      | Có                      |    |
| 2004 | Có                      | Có                      |    |
| 2005 | Có                      | Có                      |    |
| 2006 | Có                      | Có                      |    |
| 2007 | Có                      | Có                      |    |
| 2008 | Có                      | Có                      |    |
| 2009 | Có                      |                         |    |
| 2010 | Có                      | Có                      | Có |
| 2011 | Có                      | Có                      |    |
| 2012 | Có                      | Có                      |    |
| 2013 | Có                      | Có                      |    |
| 2014 | Có                      | Có                      |    |
| 2015 | Có                      | Có                      |    |
| 2016 | Có                      | Có                      |    |
| 2017 | Có                      | Có                      |    |
| 2018 | Có                      | Có                      |    |
| 2019 | Có                      | Có                      |    |
| 2020 | Có                      | Có                      |    |

## Danh sách theo năm
| Chỉ phim đoạt cánh diều vàng           |
| Chỉ phim đoạt cánh diều bạc            |
| Chỉ phim nhận bằng khen hoặc giải khác |

### 2002–2009
Từ năm 2002, Giải thưởng Hội Điện ảnh Việt Nam chính thức mang tên Giải Cánh Diều.
| Năm  | Hạng mục     | Tác phẩm                 | Đạo diễn                                      | Đơn vị sản xuất                                                                                         | Số tập | Kênh       | Chú thích            |
| ---- | ------------ | ------------------------ | --------------------------------------------- | --- | ------ | ---------- | -------------------- |
| 2002 | Phim video   | Không còn gì để nói      | Khải Hưng                                     | Trung tâm Phim truyền hình Việt Nam                                                                     | 1      | VTV3       |                      |
| 2002 | Phim video   | Đứa con vùng đồi         | Trần Trung Dũng                               | Điện ảnh chiều thứ bảy                                                                                  | 1      | VTV3       |                      |
| 2002 | Phim video   | Điệp vụ thứ nhất         | Nguyễn Quang                                  | Điện ảnh Công an nhân dân                                                                               | 2      | VTV3       | [ 2 ]                |
| 2002 | Phim video   | Con gà trống             | Nguyễn Quang Dũng                             | Hãng phim Truyền hình Thành phố Hồ Chí Minh                                                             | 1      | HTV7       |                      |
| 2002 | Phim video   | Đất lặng lẽ              | Phạm Huyên                                    | Điện ảnh Công an nhân dân                                                                               |        |            |                      |
| 2002 | Phim video   | Phố Hoài                 | Song Chi                                      | Hãng phim Truyền hình Thành phố Hồ Chí Minh                                                             | 2      | HTV7       |                      |
| 2002 | Phim video   | Sang sông                | Trọng Trinh                                   | Trung tâm Phim truyền hình Việt Nam                                                                     | 1      | VTV3       |                      |
| 2002 | Phim video   | Cây huê xà               | Xuân Cường                                    | Hãng phim Giải Phóng; Hãng phim Sài Gòn                                                                 | 2      | VTV3       |                      |
| 2002 | Phim video   | Ranh giới                | Vũ Hồng Sơn                                   | Trung tâm Phim truyền hình Việt Nam                                                                     | 1      | VTV3       |                      |
| 2002 | Phim video   | Chúa tàu Kim Quy         | Châu Huế                                      | Hãng phim Truyền hình Thành phố Hồ Chí Minh                                                             | 2      | HTV7       |                      |
| 2002 | Phim dài tập | Phía trước là bầu trời   | Đỗ Thanh Hải                                  | Trung tâm Phim truyền hình Việt Nam                                                                     | 9      | VTV3       |                      |
| 2002 | Phim dài tập | Blouse trắng             | Trần Mỹ Hà                                    | Hãng phim Truyền hình Thành phố Hồ Chí Minh                                                             | 70     | HTV7       |                      |
| 2002 | Phim dài tập | Đất và người             | Nguyễn Hữu Phần, Phạm Thanh Phong             | Trung tâm Phim truyền hình Việt Nam                                                                     | 24     | VTV1       |                      |
| 2002 | Phim dài tập | Sương gió biên thùy      | Hồ Ngọc Xum                                   | Hãng phim Truyền hình Thành phố Hồ Chí Minh                                                             | 21     | HTV7       |                      |
| 2002 | Phim dài tập | Bác Cả người sung sướng  | Trần Lực                                      | | 5      | VTV3       |                      |
| 2003 | Phim dài tập | Hướng nghiệp             | Châu Huế                                      | Hãng phim Truyền hình Thành phố Hồ Chí Minh                                                             | 49     | HTV        | [ 3 ]                |
| 2003 | Phim dài tập | Khi đàn chim trở về      | Nguyễn Danh Dũng, Đỗ Chí Hướng                | Trung tâm Phim truyền hình Việt Nam                                                                     | 12     | VTV3       | [ 4 ] [ 5 ]          |
| 2003 | Phim dài tập | Người thừa của dòng họ   | Nguyễn Hữu Trọng, Trịnh Lê Phong              | Điện ảnh chiều thứ bảy                                                                                  | 3      | VTV3       | [ 4 ] [ 5 ]          |
| 2003 | Phim dài tập | Biển trời mênh mang      | Hoàng Trần Doãn                               | Trung tâm Phim truyền hình Việt Nam                                                                     | 3      | VTV3       | [ 4 ] [ 5 ]          |
| 2004 | Phim video   | Tôi là ai?               | Lê Thanh Sơn                                  | Lê Thanh Sơn                                                                                            | 1      |            |                      |
| 2004 | Phim dài tập | Ngọn nến hoàng cung      | Nguyễn Quốc Hưng                              | Trung tâm Phim truyền hình Việt Nam; Hãng phim Truyền hình Thành phố Hồ Chí Minh                        | 45     | VTV1 HTV9  | [ 6 ]                |
| 2004 | Phim dài tập | Chuyện phố phường        | Phạm Thanh Phong, Nguyễn Danh Dũng,           | Trung tâm Phim truyền hình Việt Nam                                                                     | 22     | VTV1       | [ 6 ]                |
| 2004 | Phim dài tập | Đồng Nọc Nạn             | Trần Vịnh                                     | Đài phát thanh - truyền hình Bạc Liêu                                                                   | 5      | BLTV VTV   | [ 6 ]                |
| 2005 | Phim video   | Một lần đi bụi           | Trần Quốc Trọng                               | | 1      | VTV3       | [ 8 ] [ 9 ]          |
| 2005 | Phim dài tập | Dưới cờ đại nghĩa        | Nguyễn Tường Phương, Lê Phương Nam            | Hãng phim Truyền hình Thành phố Hồ Chí Minh                                                             | 78     | HTV7       | [ 8 ] [ 9 ]          |
| 2006 | Phim video   | Nhà có ba chị em         | Đỗ Thanh Hải                                  | Trung tâm Phim truyền hình Việt Nam                                                                     | 1      | VTV3       |                      |
| 2006 | Phim video   | Cải ơi!                  | Nguyễn Phương Điền                            | Hãng phim Truyền hình Thành phố Hồ Chí Minh                                                             | 1      | BTV1       |                      |
| 2006 | Phim dài tập | Chạy án                  | Vũ Hồng Sơn                                   | Trung tâm Phim truyền hình Việt Nam; Hãng phim truyền hình Thành phố Hồ Chí Minh; Công ty cổ phần Lasta | 22     | VTV1 HTV9  | [ 10 ]               |
| 2006 | Phim dài tập | Tuyết nhiệt đới          | Vũ Ngọc Đãng                                  | | 30     | HTV9       | [ 10 ]               |
| 2007 | Phim video   | Mùa hè rớt               | Phạm Thanh Phong                              | Trung tâm Phim truyền hình Việt Nam                                                                     | 1      |            | [ 11 ] [ 12 ] [ 13 ] |
| 2007 | Phim video   | Đầu bếp và đại gia       | Trịnh Lê Phong                                | Hãng phim Đông A                                                                                        | 2      |            | [ 11 ] [ 12 ] [ 13 ] |
| 2007 | Phim video   | Họa mi                   | Phạm Ngọc Châu                                | TFS | 1      |            | [ 11 ] [ 12 ] [ 13 ] |
| 2007 | Phim dài tập | Hậu họa                  | Phạm Nhuệ Giang                               | Điện ảnh chiều thứ Bảy                                                                                  |        | VTV3       | [ 11 ] [ 12 ] [ 13 ] |
| 2007 | Phim dài tập | Ma làng                  | Nguyễn Hữu Phần                               | Trung tâm Phim truyền hình Việt Nam                                                                     | 19     | VTV        | [ 11 ] [ 12 ] [ 13 ] |
| 2007 | Phim dài tập | Con đường sáng           | Phạm Việt Thanh, Nguyễn Đức Việt              | Công ty nghe nhìn Hà Nội ; Đài Phát thanh và Truyền hình Hải Phòng                                      |        |            | [ 11 ] [ 12 ] [ 13 ] |
| 2007 | Phim dài tập | Luật đời                 | Mai Hồng Phong, Hoàng Nhung                   | Trung tâm Phim truyền hình Việt Nam                                                                     | 26     | VTV1       | [ 11 ] [ 12 ] [ 13 ] |
| 2008 | Phim video   | Khí phách anh hùng       | Hồ Ngọc Xum                                   | Công ty Cổ phần Phim Giải Phóng, Đài Phát thanh và Truyền hình Vĩnh Long                                | 1      |            |                      |
| 2008 | Phim video   | Chết lúc nửa đêm         | Nguyễn Chánh Tín                              | Hãng phim Chánh Tín                                                                                     | 1      |            |                      |
| 2008 | Phim video   | Rượu cần đêm mưa         | Nguyễn Đức Việt                               | Hãng phim Hội Điện ảnh Việt Nam                                                                         | 1      |            |                      |
| 2008 | Phim video   | Con đường sáng           | Đinh Thái Thụy                                | Cục Điện ảnh Việt Nam                                                                                   | 1      |            |                      |
| 2008 | Phim dài tập | Chạy án 2                | Vũ Hồng Sơn                                   | Trung tâm Phim truyền hình Việt Nam; Hãng phim truyền hình Thành phố Hồ Chí Minh; Công ty cổ phần Lasta | 27     | VTV1 HTV9  | [ 15 ]               |
| 2008 | Phim dài tập | Bỗng dưng muốn khóc      | Vũ Ngọc Đãng                                  | BHD | 36     | VTV1       | [ 15 ]               |
| 2008 | Phim dài tập | Hoa thiên điểu           | Đinh Hà, Nhâm Minh Hiền                       | M&T Pictures                                                                                            | 31     | HTV        | [ 15 ]               |
| 2008 | Phim dài tập | Gió làng Kình            | Khải Hưng                                     | Trung tâm Phim truyền hình Việt Nam                                                                     | 25     | VTV1       | [ 15 ]               |
| 2008 | Phim dài tập | Trâu vàng như ý          |                                               | |        | HTV7       | [ 15 ]               |
| 2008 | Phim dài tập | Kiều nữ và đại gia       | Nguyễn Duy Võ Ngọc                            | Hãng phim Hành Tinh Xanh, Hãng phim truyện Việt Nam                                                     |        | HTV9       | [ 15 ]               |
| 2009 | Phim video   | Khoan nói lời yêu thương | Phạm Nhuệ Giang                               | Đại sư quán Thụy Điển tại Việt Nam, Đài Truyền hình Việt Nam, CSAGA                                     | 5      | O2TV       | [ 16 ]               |
| 2009 | Phim video   | Đường đua                | Nguyễn Trọng Hải                              | Công ty truyền thông và giải trí Ngôi sao                                                               | 2      |            | [ 16 ]               |
| 2009 | Phim video   | Mười ba bến nước         | Đặng Thái Huyền                               | Điện ảnh Quân đội nhân dân                                                                              | 1      |            | [ 16 ]               |
| 2009 | Pihm dài tập | Vịt kêu đồng             | Lê Phương Nam                                 | Hãng phim Truyền hình Thành phố Hồ Chí Minh                                                             | 8      | HTV9       | [ 16 ]               |
| 2009 | Pihm dài tập | Lều chõng                | Nguyễn Thanh Vân                              | Hãng phim Truyền hình Thành phố Hồ Chí Minh                                                             | 23     | HTV9       | [ 16 ]               |
| 2009 | Pihm dài tập | Bước nhảy xì tin         | Vũ Trường Khoa                                | Trung tâm Phim truyền hình Việt Nam                                                                     | 34     | VTV3       | [ 16 ]               |
| 2009 | Pihm dài tập | Men say                  | Nguyễn Đức Việt                               | Đài Phát thanh – Truyền hình Hà Nội                                                                     | 22     | H1         | [ 16 ]               |
| 2009 | Pihm dài tập | Ngõ vắng                 | Nguyễn Dương                                  | | 52     | Let's Viet | [ 16 ]               |
| 2009 | Pihm dài tập | Lập trình cho trái tim   | Phi Tiến Sơn, Phạm Nhuệ Giang, Nguyễn Mạnh Hà | FPT Media                                                                                               | 40     | VTV3       | [ 16 ]               |
| 2009 | Pihm dài tập | Chuyện tình đảo ngọc     | Lê Bảo Trung                                  | M&T Pictures                                                                                            | 38     | HTV9       | [ 16 ]               |

### Thập niên 2010
*Gộp chung hai hạng mục
| Năm  | Tác phẩm                             | Nhà sản xuất | Số tập | Kênh      | Chú thích            |
| ---- | ------------------------------------ | --- | ------ | --------- | -------------------- |
| 2010 | Bí thư tỉnh ủy                       | Đạo diễn Quốc Trọng, Trần Trọng Khôi, Trung tâm Phim truyền hình Việt Nam, Đài Truyền hình Việt Nam | 50     | VTV1      | [ 17 ] [ 18 ]        |
| 2010 | Vó ngựa trời Nam                     | Đạo diễn Lê Cung Bắc | 37     | HTV7      | [ 17 ] [ 18 ]        |
| 2010 | Câu chuyện pháp đình - phần 3 Ngã rẽ | Đạo diễn Nguyễn Tường Phương | 30     | HTV9      | [ 17 ] [ 18 ]        |
| 2010 | Người lính đặc nhiệm                 | |        |           | [ 17 ] [ 18 ]        |
| 2010 | Cổng mặt trời                        | Đạo diễn Nguyễn Dương | 67     | HTV       | [ 17 ] [ 18 ]        |
| 2010 | Đầm lầy bạc                          | |        |           | [ 17 ] [ 18 ]        |
| 2010 | Những ông bố độc thân                | Biên kịch Thanh Hương, đạo diễn NSƯT Thanh Vân, M&T Pictures | 30     | HTV       | [ 17 ] [ 18 ]        |
| 2010 | Bí mật Eva                           | Đạo diễn Đỗ Minh Tuấn | 70     | VTV3      | [ 17 ] [ 18 ]        |
| 2010 | Trái đắng                            | Đạo diễn Trần Cảnh Đôn | 33     | HTV7      | [ 17 ] [ 18 ]        |
| 2010 | Vũ khúc ánh trăng                    | |        |           | [ 17 ] [ 18 ]        |
| 2011 | Công nghệ thời trang                 | Biên kịch Nguyễn Mạnh Tuấn, đạo diễn Đỗ Phú Hải, Hãng phim Truyền hình Thành phố Hồ Chí Minh | 61     | HTV9      | [ 19 ]               |
| 2011 | Những đứa con biệt động Sài Gòn      | Đạo diễn Long Vân | 39     | VTV1      | [ 19 ]               |
| 2011 | Khát vọng thượng lưu                 | Đạo diễn Nguyễn Dương | 40     | VTV3      | [ 19 ]               |
| 2011 | Chủ tịch Tỉnh                        | Biên kịch Đình Kính, đạo diễn Bùi Huy Thuần, Bùi Quốc Việt, Trung tâm Phim truyền hình Việt Nam, Đài Truyền hình Việt Nam | 38     | VTV1      | [ 19 ]               |
| 2012 | Thái sư Trần Thủ Độ                  | Biên kịch Nguyễn Mạnh Tuấn, đạo diễn Đào Duy Phúc, Hãng phim truyện Việt Nam | 34     | VTV1      | [ 20 ]               |
| 2012 | Con mắt bão                          | Biên kịch Nguyễn Khắc Phục, đạo diễn NSƯT Văn Lượng, Ngọc Thùy, Đài Phát thanh - Truyền hình Hải Phòng | 20     |           | [ 20 ]               |
| 2012 | Đồng quê                             | Đạo diễn Lê Phương Nam | 22     | HTV9      | [ 20 ]               |
| 2013 | Thuyền giấy                          | Đạo diễn Nhâm Minh Hiền, M&T Pictures và TKL | 32     | HTV7      | [ 22 ] [ 23 ]        |
| 2013 | Bình Tây Đại nguyên soái             | Đạo diễn Phan Hoàng, Hãng phim Cửu Long, Đài Truyền hình Thành phố Hồ Chí Minh | 40     | VTV9      | [ 22 ] [ 23 ]        |
| 2013 | Huế mùa mai đỏ                       | Đạo diễn Trần Vịnh, kịch bản Lê Phương, Trịnh Thanh Nhã, nhà văn Xuân Thiều (tiểu thuyết), Đài Truyền hình Thành phố Hồ Chí Minh                                                                                              | 25     | VTV9      | [ 22 ] [ 23 ]        |
| 2013 | Chạm tay vào nỗi nhớ                 | Đạo diễn Vũ Hồng Sơn | 38     | VTV3      | [ 22 ] [ 23 ]        |
| 2014 | Cha rơi                              | Biên kịch Nguyễn Quý Dũng, đạo diễn Nguyễn Phương Điền, Hãng phim truyện Việt Nam, Công ty Sóng Vàng | 37     | VTV9      | [ 27 ]               |
| 2014 | Trái tim có nắng                     | Đạo diễn Bùi Tiến Huy, Nguyễn Đức Hiếu, Trung tâm Phim truyền hình Việt Nam, Đài Truyền hình Việt Nam | 26     | VTV3      | [ 27 ]               |
| 2014 | Người chồng điên                     | Đạo diễn Quách Khoa Nam, Hãng phim M&T Pictures, TKL | 35     | HTV7      | [ 27 ]               |
| 2014 | Đất lành                             | Đạo diễn Đặng Thái Huyền, tác giả Phương Trà (truyện ngắn) |        |           | [ 27 ]               |
| 2014 | Dấu chân du mục                      | Đạo diễn Đinh Thái Thụy, LEO Media | 40     | VTV3      | [ 27 ]               |
| 2014 | Lời thì thầm từ quá khứ              | Đạo diễn Mai Hồng Phong, Trung tâm Phim truyền hình Việt Nam, Đài Truyền hình Việt Nam | 35     | VTV3      | [ 27 ]               |
| 2014 | Bến mãi đợi đò                       | Đạo diễn Nguyễn Trọng Hải |        | VTV1      | [ 27 ]               |
| 2014 | Con gái vị thẩm phán                 | Đạo diễn Đỗ Phú Hải, Hãng phim Truyền hình Thành phố Hồ Chí Minh | 31     | HTV9      | [ 27 ]               |
| 2015 | Tuổi thanh xuân                      | Đạo diễn Nguyễn Khải Anh, Bùi Tiến Huy, Myung Hyun Woo, Trung tâm Phim truyền hình Việt Nam, Đài Truyền hình Việt Nam | 36     | VTV3 MBC  | [ 31 ]               |
| 2015 | Khi đàn chim trở về (phần 3)         | Đạo diễn Nguyễn Danh Dũng, Trung tâm Phim truyền hình Việt Nam, Đài Truyền hình Việt Nam | 46     | VTV1      | [ 31 ]               |
| 2015 | Biệt thự Pensée                      | Đạo diễn Châu Thổ - Minh Trương, tác giả Lại Văn Long (truyện ngắn) | 32     | HTV4      | [ 31 ]               |
| 2015 | Không có gì và không một ai          | Đạo diễn Trần Mỹ Hà, Hãng phim Truyền hình Thành phố Hồ Chí Minh | 31     | HTV9      | [ 31 ]               |
| 2015 | Mưa bóng mây                         | Đạo diễn Trọng Trinh, Trung tâm Phim truyền hình Việt Nam, Đài Truyền hình Việt Nam | 37     | VTV1      | [ 31 ]               |
| 2015 | Mặn hơn muối                         | Đạo diễn Nhâm Minh Hiền, biên kịch Lê Quang Thanh Tâm, Vy Uyên, Hãng phim M&T Pictures | 38     | HTV7      | [ 31 ]               |
| 2016 | Zippo, mù tạt và em                  | Đạo diễn NSƯT Trọng Trinh, Bùi Tiến Huy, Trung tâm Phim truyền hình Việt Nam, Đài Truyền hình Việt Nam | 36     | VTV3      | [ 36 ] [ 37 ]        |
| 2016 | Chiều ngang qua phố cũ               | Đạo diễn Trịnh Lê Phong, Trung tâm Phim truyền hình Việt Nam, Đài Truyền hình Việt Nam | 26     | VTV1      | [ 36 ] [ 37 ]        |
| 2016 | Dòng nhớ                             | Đạo diễn Trương Dũng, tác giả Nguyễn Ngọc Tư (truyện ngắn), biên kịch Nguyễn Thị Mộng Thu | 34     | THVL1     | [ 36 ] [ 37 ]        |
| 2016 | Lựa chọn cuối cùng                   | Đạo diễn NSƯT Vũ Hồng Sơn, | 38     | VTV1      | [ 36 ] [ 37 ]        |
| 2016 | Biên cương                           | Biên kịch Nguyễn Thị Hồng Ngát, đạo diễn NSƯT Nguyễn Đức Việt, HongNgat Film |        |           | [ 36 ] [ 37 ]        |
| 2016 | Nguyệt thực                          | Kịch bản Chu Thu Hằng, đạo diễn Nguyễn Trọng Hải | 45     | VTV3      | [ 36 ] [ 37 ]        |
| 2016 | Lời nguyền                           | Biên kịch - đạo diễn Nguyễn Xuân Hiệp, tác giả Văn Mỹ Lan (tiểu thuyết), Hãng phim Cửu Long | 37     | THVL1     | [ 36 ] [ 37 ]        |
| 2016 | Tình thù hai mặt                     | Đạo diễn Nguyễn Anh Tuấn, nhà sản xuất Dung Bình Dương, Midicom JSC | 31     | HTV9      | [ 36 ] [ 37 ]        |
| 2017 | Thương nhớ ở ai                      | Giám chế - biên kịch - đạo diễn Lưu Trọng Ninh, tác giả Dương Hướng (tiểu thuyết), Trung tâm Phim truyền hình Việt Nam, Đài Truyền hình Việt Nam                                                                              | 34     | VTV3      | [ 40 ] [ 41 ]        |
| 2017 | Lặng yên dưới vực sâu                | Đạo diễn Đào Duy Phúc, tác giả Đỗ Bích Thúy (tiểu thuyết), giám đốc sản xuất NSƯT Đỗ Thanh Hải, Trung tâm Phim truyền hình Việt Nam, Đài Truyền hình Việt Nam                                                                 | 32     | VTV3      | [ 40 ] [ 41 ]        |
| 2017 | Sống trong bóng đêm                  | Đạo diễn Nguyễn Phương Điền, biên kịch Vĩ Tuyến, biên tập Ngọc Bích | 40     | THVL1     | [ 40 ] [ 41 ]        |
| 2017 | Hồ sơ lửa phần 3: Tử thi lên tiếng   | Đạo diễn Dũng Nghệ, Hãng phim Sena | 40     | SCTV14    | [ 40 ] [ 41 ]        |
| 2017 | Lẩn khuất một tên người              | Đạo diễn Vũ Thái Hòa, Biên kịch Nguyễn Thị Bảo Châu,Trần Hồng Ngọctác giả Trần Thị Bảo Châu (tiểu thuyết), Hãng phim Truyền hình Thành phố Hồ Chí Minh                                                                        | 37     | HTV9      | [ 40 ] [ 41 ]        |
| 2018 | Quỳnh búp bê                         | Đạo diễn NSƯT Mai Hồng Phong, Trung tâm Phim truyền hình Việt Nam, Đài Truyền hình Việt Nam | 28     | VTV1 VTV3 | [ 46 ] [ 47 ] [ 48 ] |
| 2018 | Bên kia sông                         | Biên kịch Minh Diệu, Ngô Hoàng Giang, đạo diễn Phạm Ngọc Châu, Đỗ Phú Hải, Hãng phim Truyền hình Thành phố Hồ Chí Minh | 40     | HTV9      | [ 46 ] [ 47 ] [ 48 ] |
| 2018 | Tình khúc bạch dương                 | Đạo diễn NSƯT Vũ Trường Khoa, NSƯT Nguyễn Mai Hiên, Nguyễn Đức Hiếu, Trung tâm Phim truyền hình Việt Nam, Đài Truyền hình Việt Nam                                                                                            | 36     | VTV1      | [ 46 ] [ 47 ] [ 48 ] |
| 2018 | Mộng phù hoa                         | Đạo diễn Bùi Nam Yên, Trần Quế Ngọc, kịch bản Nguyễn Chương, Hãng phim Khang Việt | 36     | VTV3      | [ 46 ] [ 47 ] [ 48 ] |
| 2018 | Bản hùng ca bên sông                 | Đạo diễn NSƯT Trần Vịnh, Công ty chế tác kịch bản Nhã Phương | 34     |           | [ 46 ] [ 47 ] [ 48 ] |
| 2018 | Dưới bầu trời xa cách                | Đạo diễn NSƯT Vũ Trường Khoa, Đào Duy Phúc, biên kịch Mieko Shimojima, biên tập Nguyễn Thu Thủy, Trung tâm Phim truyền hình Việt Nam, Đài Truyền hình Việt Nam, Đài truyền hình Ryukyu Asahi Broadcasting (Okinawa, Nhật Bản) |        | VTV1 QAB  | [ 46 ] [ 47 ] [ 48 ] |
| 2019 | Về nhà đi con                        | Đạo diễn NSƯT Nguyễn Danh Dũng, Trung tâm Phim truyền hình Việt Nam, Đài Truyền hình Việt Nam | 85     | VTV1      | [ 49 ] [ 50 ]        |
| 2019 | Hoa hồng trên ngực trái              | Đạo diễn NSƯT Vũ Trường Khoa, Trung tâm Phim truyền hình Việt Nam, Đài Truyền hình Việt Nam | 46     | VTV3      | [ 49 ] [ 50 ]        |
| 2019 | Lời nguyền Domino                    | Đạo diễn NSƯT Nhâm Minh Hiền, Hãng phim M&T Pictures | 40     | SCTV14    | [ 49 ] [ 50 ]        |
| 2019 | Chạy trốn thanh xuân                 | Đạo diễn Vũ Minh Trí, Trung tâm Phim truyền hình Việt Nam, Đài Truyền hình Việt Nam | 36     | VTV3      | [ 49 ] [ 50 ]        |
| 2019 | Mùa cúc susi                         | Đạo diễn Phạm Lộc, Hãng phim Truyền hình Thành phố Hồ Chí Minh | 30     | HTV9      | [ 49 ] [ 50 ]        |
| 2019 | Ngũ hợi tấn hỷ                       | Đạo diễn Nguyễn Tiến Dũng, RedMoon Pictures | 20     | HTV7      | [ 49 ] [ 50 ]        |

### Thập niên 2020
| Năm  | Tác phẩm                         | Nhà sản xuất | Số tập | Kênh                      | Chú thích            |
| ---- | -------------------------------- | --- | ------ | ------------------------- | -------------------- |
| 2020 | Hồ sơ cá sấu                     | Đạo diễn: Nghệ sĩ ưu tú Nguyễn Mai Hiền Trung tâm Sản xuất Phim truyền hình Việt Nam, Đài Truyền hình Việt Nam                                        | 38     | VTV3                      | [ 51 ] [ 52 ] [ 53 ] |
| 2020 | Hướng dương ngược nắng           | Đạo diễn: Nghệ sĩ ưu tú Vũ Trường Khoa Trung tâm Sản xuất Phim truyền hình Việt Nam, Đài Truyền hình Việt Nam                                         | 70     | VTV3                      | [ 51 ] [ 52 ] [ 53 ] |
| 2020 | Tình yêu và tham vọng            | Đạo diễn: Bùi Tiến Huy Trung tâm Phim truyền hình Việt Nam, Đài Truyền hình Việt Nam                                                                  | 60     | VTV3                      | [ 51 ] [ 52 ] [ 53 ] |
| 2020 | Yêu hơn cả bầu trời              | Đạo diễn: Nguyễn Khải Anh Trung tâm Phim truyền hình Việt Nam, Đài Truyền hình Việt Nam                                                               | 4      | VTV1                      | [ 51 ] [ 52 ] [ 53 ] |
| 2020 | Cô gái nhà người ta              | Đạo diễn: Trịnh Lê Phong Trung tâm Phim truyền hình Việt Nam, Đài Truyền hình Việt Nam                                                                | 25     | VTV3                      | [ 51 ] [ 52 ] [ 53 ] |
| 2020 | Cát đỏ                           | Đạo diễn: Nghệ sĩ ưu tú Lưu Trọng Ninh Trung tâm Phim truyền hình Việt Nam, Đài Truyền hình Việt Nam                                                  | 30     | VTV3                      | [ 51 ] [ 52 ] [ 53 ] |
| 2020 | Nhà trọ Balanha                  | Đạo diễn: Nguyễn Khải Anh Trung tâm Phim truyền hình Việt Nam, Đài Truyền hình Việt Nam                                                               | 35     | VTV3                      | [ 51 ] [ 52 ] [ 53 ] |
| 2020 | Kẻ sát nhân cô độc               | Đạo diễn: Trần Đức Long Hãng phim Truyền hình Thành phố Hồ Chí Minh                                                                                   | 30     | HTV9                      | [ 51 ] [ 52 ] [ 53 ] |
| 2021 | Thương ngày nắng về – Phần 1     | Đạo diễn: Nghệ sĩ ưu tú Vũ Trường Khoa, Bùi Tiến Huy Trung tâm Sản xuất Phim truyền hình Việt Nam, Đài Truyền hình Việt Nam                           | 33     | VTV3                      | [ 54 ] [ 55 ] [ 56 ] |
| 2021 | 11 tháng 5 ngày                  | Đạo diễn: Lê Đỗ Ngọc Linh, Nguyễn Đức Hiếu Trung tâm Sản xuất Phim truyền hình Việt Nam, Đài Truyền hình Việt Nam                                     | 46     | VTV3                      | [ 54 ] [ 55 ] [ 56 ] |
| 2021 | Hương vị tình thân               | Đạo diễn: Nghệ sĩ ưu tú Nguyễn Danh Dũng Trung tâm Sản xuất Phim truyền hình Việt Nam, Đài Truyền hình Việt Nam                                       | 136    | VTV1                      | [ 54 ] [ 55 ] [ 56 ] |
| 2021 | Cây táo nở hoa                   | Đạo diễn: Võ Thạch Thảo Vie Channel | 60     | HTV2                      | [ 54 ] [ 55 ] [ 56 ] |
| 2021 | Mẹ trùm                          | Đạo diễn: Nguyễn Hồng Chi Hãng phim Truyền hình Thành phố Hồ Chí Minh                                                                                 | 60     | HTV7                      | [ 54 ] [ 55 ] [ 56 ] |
| 2021 | Phố trong làng                   | Đạo diễn: Nghệ sĩ ưu tú Nguyễn Mai Hiền, Trần Trọng Khôi Trung tâm Phim truyền hình Việt Nam, Đài Truyền hình Việt Nam                                | 58     | VTV1                      | [ 54 ] [ 55 ] [ 56 ] |
| 2021 | Bão ngầm                         | Đạo diễn: Đinh Thái Thụy Trung tâm Phim truyền hình Việt Nam, Đài Truyền hình Việt Nam                                                                | 72     | VTV1                      | [ 54 ] [ 55 ] [ 56 ] |
| 2023 | Mẹ rơm                           | Đạo diễn: Nghệ sĩ ưu tú Nguyễn Phương Điền Trung tâm Sản xuất Phim truyền hình Việt Nam, Đài Truyền hình Việt Nam                                     | 43     | VTV1                      | [ 57 ]               |
| 2023 | Anh có phải đàn ông không        | Đạo diễn: Trịnh Lê Phong Trung tâm Sản xuất Phim truyền hình Việt Nam, Đài Truyền hình Việt Nam                                                       | 28     | VTV3                      | [ 57 ]               |
| 2023 | Bình minh phía trước             | Đạo diễn: Nghệ sĩ ưu tú Bùi Tuấn Dũng Công ty TNHH Đầu tư và Truyền thông IDE                                                                         | 10     | VTV1                      | [ 57 ]               |
| 2023 | Đừng làm mẹ cáu                  | Đạo diễn: Vũ Minh Trí Trung tâm Phim truyền hình Việt Nam, Đài Truyền hình Việt Nam                                                                   | 25     | VTV3                      | [ 57 ]               |
| 2023 | Lụa                              | Đạo diễn: Trần Đức Long Hãng phim Truyền hình Thành phố Hồ Chí Minh, Đài Truyền hình Thành phố Hồ Chí Minh                                            | 31     | HTV7                      | [ 57 ]               |
| 2023 | Giấc mơ của mẹ                   | Đạo diễn: Nguyễn Minh Chung Công ty Cổ phần VieON, Công ty Cổ phần Vie Channel                                                                        | 87     | HTV2 - Vie Channel, VieON | [ 57 ]               |
| 2024 | Gặp em ngày nắng                 | Đạo diễn: Nguyễn Đức Hiếu Trung tâm Sản xuất Phim truyền hình Việt Nam, Đài Truyền hình Việt Nam                                                      | 16     | VTV3                      | [ 60 ]               |
| 2024 | Cuộc đời vẫn đẹp sao             | Đạo diễn: Nghệ sĩ ưu tú Nguyễn Danh Dũng Trung tâm Sản xuất Phim truyền hình Việt Nam, Đài Truyền hình Việt Nam                                       | 45     | VTV3                      | [ 60 ]               |
| 2024 | Gia đình mình vui bất thình lình | Đạo diễn: Nguyễn Đức Hiếu & Lê Đỗ Ngọc Linh Trung tâm Sản xuất Phim truyền hình Việt Nam, Đài Truyền hình Việt Nam                                    | 56     | VTV3                      | [ 60 ]               |
| 2024 | Đi về phía lửa                   | Đạo diễn: Trần Thanh Huy Công ty Truyền hình số vệ tinh Việt Nam                                                                                      | 10     | K+                        | [ 60 ]               |
| 2024 | Cuộc chiến không giới tuyến      | Đạo diễn: Nghệ sĩ ưu tú Nguyễn Danh Dũng Trung tâm Phim truyền hình Việt Nam, Đài Truyền hình Việt Nam, Tổng cục chính trị Quân đội nhân dân Việt Nam | 40     | VTV1                      | [ 60 ]               |
| 2024 | Đội điều tra số 7 - mùa 1        | Đạo diễn: Nghệ sĩ ưu tú Mai Hồng Phong Điện ảnh Công an nhân dân, Cục Truyền thông Công an nhân dân                                                   | 15     | ANTV                      | [ 60 ]               |
| 2024 | Nhà mình lạ lắm!                 | Đạo diễn: Đinh Tuấn Vũ Công ty Truyền hình số vệ tinh Việt Nam                                                                                        | 12     | K+                        | [ 60 ]               |